# Drégely Ferenc
Drégely Ferenc, családi nevén Jäger (Temesvár, 1907. január 21. – Temesvár, 1957. január 11.) magyar jogász, újságíró, író.

## Életútja
Középiskolai tanulmányait szülővárosában a piarista gimnáziumban végezte, 1930-ban fejezte be jogi tanulmányait Bukarestben. Ügyvédi pályára lépett; 1948-ban a temesvári Szabad Szó szerkesztője, majd az Írószövetség helyi titkára haláláig.
Első írását 1948-ban az Utunk közölte. Agitatív, a társadalom változásait külsőségeiben bemutató "termelési elbeszélései" a napisajtóban, a Dolgozó Nő, Irodalmi Almanach, Ifjúmunkás, Bánsági Írás hasábjain a kor sematikus írói módszerét képviselték. A temesvári Állami Magyar Színház Móka, mosoly, muzsika című vidám műsorának társszerzője volt. Kötete: A torlasz (négy elbeszélés, Kolozsvár, 1950).